# 3424 Нушл
3424 Нушл (3424 Nušl) — астероїд головного поясу, відкритий 14 лютого 1982 року.
Тіссеранів параметр щодо Юпітера — 3,428.
Названо на честь Франтішека Нушла (чеськ. František Nušl), (1867-1951), чеського астронома і математика.